# Afromevesia merusilvae
Afromevesia merusilvae är en stekelart som först beskrevs av Heinrich 1968.  Afromevesia merusilvae ingår i släktet Afromevesia och familjen brokparasitsteklar. Utöver nominatformen finns också underarten A. m. mbeyae.